# Buzzy el Cuervo
Buzzy el cuervo (Buzzy Crow en inglés) es un personaje animado, que aparece en los dibujos animados y fue creado por Noveltoons y Harvey Comics.

## Historias
En Buzzy y Katnip, Katnip también tuvo su cuota de dirigir batallas con Buzzy, un cuervo negro cantando en un sombrero de paja plana, que habló en estereotipada "dialecto negro", y tenía una voz que recuerda a Eddie anderson, que jugó Rochester el ayuda de cámara en el programa de Jack Benny. La batalla de Katnip con Buzzy se basa generalmente en Katnip tratando de patear una dolencia. Leía un verso de rima de un libro médico que sugirió carne cuervo como la cura segura. Una vez confrontado por Katnip, sin embargo, Buzzy propondría otra solución, a la que por lo general le respondió el gato, "Hmmmm, eso suena lógico", pero estas soluciones generalmente "fallaron" a expensas de Katnip, "Esta vez, estoy haciendo lo que dice el libro!"
Buzzy el Cuervo se introdujo en 1946 en las caricaturas de Paramount, producido por Famous Studios, The Stupidstitious Cat. Los gestos y la voz de Buzzy se basaron en lo que hoy se consideran los estereotipos ofensivos de los afroamericanos de la época. Fue interpretado por Jackson Beck.
Había problemas de censura relacionados con Buzzy como un estereotipo negro con la misma idea que es como Jim Crow de Dumbo. En Casper and Friends, La voz de Buzzy es redoblado, similar a Mammy Two-Shoes, que es parte the las caricaturas de MGM, Tom y Jerry.
Buzzy aparecen frecuentemente en las historietas de Harvey Comics' Baby Hery en los 60 y 70, en una rivalidad con un gato que se asemeja Katnip pero de un color diferente. Este gato fue nombre de Katsy Cat.

## Apariciones

### Caricaturas
1. Stupidstitious Cat (Noveltoon) (25/04/47): Dirigido por Seymour Kneitel.
2. Cat o'Nine Ails (Noveltoon) (09/01/48): Dirigido por Seymour Kneitel.
3. Winter Draws On (Screen Songs) (19/03/48): Dirigido por Seymour Kneitel.
4. The Big Drip (Screen Songs) (25/11/49): Dirigido por Isadore Sparber.
5. Sock-a-Bye Kitty (Noveltoon con Katnip) (12/02/50): Dirigido por Seymour Kneitel.
6. As the Crow Lies (Noveltoon, con Katnip) (01/06/51): Dirigido por Seymour Kneitel.
7. Sing Again of Michigan (Screen Songs) (29/06/51): Dirigido por Isadore Sparber
8. Cat-Choo (Noveltoon, con Katnip) (12/10/51): Dirigido por Seymour Kneitel.
9. The Awful Tooth (Noveltoon, con Katnip) (02/05/52): Dirigido por Seymour Kneitel.
10. Better Bait Than Never (Noveltoon, con Katnip) (05/06/53): Dirigido por Seymour Kneitel.
11. Hair Today, Gone Tomorrow (Noveltoon, con Katnip) (16/04/54): Dirigido por Seymour Kneitel.
12. No Ifs, Ands or Butts (Noveltoon) (17/12/54): Dirigido por Isadore Sparber.
13. Katnip's Big Day (Herman y Katnip, aparición especial) (30/10/59): Dirigido por Seymour Kneitel.

### Cómics
- Casper the Friendly Ghost (de Harvey): Buzzy apareció en 1952.
- Paramount Animated Comics (de Harvey): Buzzy apareció en 1953.
- Baby Huey, the Baby Giant (de Harvey): Buzzy apareció en 1956.
- Famous TV Funday Funnies (de Harvey): Buzzy apareció en 1961.
- Baby Huey in Duckland (de Harvey): Buzzy apareció en 1962.
- TV Casper and Company (de Harvey): Buzzy apareció en 1963.
- Harvey Hits Comics (de Harvey): Buzzy apareció en 1986.
- Harvey Wiseguys (de Harvey): Buzzy apareció en 1987.
- Casper the Friendly Ghost (de Harvey): Buzzy apareció en 1991.
- Casper and Friends (de Harvey): Buzzy apareció en 1991.
- Harvey Comics Classic (de Dark Horse Comics): Buzzy apareció en 2014.